# Viciria
Viciria là một chi nhện trong họ Salticidae.

## Các loài
Các loài:
- Viciria alba Peckham & Peckham, 1903
- Viciria albocincta Thorell, 1899
- Viciria albolimbata Simon, 1885
- Viciria arrogans Peckham & Peckham, 1907
- Viciria chabanaudi Fage, 1923
- Viciria chrysophaea Simon, 1903
- Viciria concolor Peckham & Peckham, 1907
- Viciria detrita Strand, 1922
- Viciria diademata Simon, 1902
- Viciria diatreta Simon, 1902
- Viciria epileuca Simon, 1903
- Viciria equestris Simon, 1903
  - Viciria equestris pallida Berland & Millot, 1941
- Viciria flavipes Peckham & Peckham, 1903
- Viciria flavolimbata Simon, 1910
- Viciria longiuscula Thorell, 1899
- Viciria lucida Peckham & Peckham, 1907
- Viciria minima Reimoser, 1934
- Viciria miranda Peckham & Peckham, 1907
- Viciria moesta Peckham & Peckham, 1907
- Viciria mondoni Berland & Millot, 1941
- Viciria monodi Berland & Millot, 1941
- Viciria niveimana Simon, 1902
- Viciria pallens Thorell, 1877
- Viciria paludosa Peckham & Peckham, 1907
- Viciria pavesii Thorell, 1877
- Viciria peckhamorum Lessert, 1927
- Viciria petulans Peckham & Peckham, 1907
- Viciria polysticta Simon, 1902
- Viciria praemandibularis (Hasselt, 1893)
- Viciria prenanti Berland & Millot, 1941
- Viciria rhinoceros Hasselt, 1894
- Viciria scintillans Simon, 1910
- Viciria semicoccinea Simon, 1902
- Viciria tergina Simon, 1903
- Viciria thoracica Thorell, 1899